# Squamosaperdopsis squamosa
Squamosaperdopsis squamosa là một loài bọ cánh cứng trong họ Cerambycidae.